# Siphonaria alternata
Siphonaria alternata is een slakkensoort uit de familie van de Siphonariidae. De wetenschappelijke naam van de soort is voor het eerst geldig gepubliceerd in 1826 door Say.